# Amerorhynchites planifrons
Amerorhynchites planifrons là một loài bọ cánh cứng trong họ Rhynchitidae. Loài này được LeConte miêu tả khoa học năm 1876.